# Yugo Saso
Yugo Saso, född 8 juni 1973, är en japansk skådespelare.
Han var med i filmen To end all wars (2001), där spelade han Takashi Nagase, en tolk i ett fångläger i Thailand under andra världskriget.